# Tepemiche
Tepemiche är en ort i Mexiko.   Den ligger i kommunen San Martín Chalchicuautla och delstaten San Luis Potosí, i den sydöstra delen av landet, 230 km norr om huvudstaden Mexico City. Tepemiche ligger 99 meter över havet och antalet invånare är 337.
Terrängen runt Tepemiche är platt åt nordost, men åt sydväst är den kuperad. Terrängen runt Tepemiche sluttar norrut. Runt Tepemiche är det ganska glesbefolkat, med 50 invånare per kvadratkilometer. Närmaste större samhälle är Tampacan, 12,0 km sydväst om Tepemiche. Omgivningarna runt Tepemiche är en mosaik av jordbruksmark och naturlig växtlighet.